# Swertia minima
Swertia minima är en gentianaväxtart som beskrevs av Ernest Friedrich Gilg. Swertia minima ingår i släktet Swertia och familjen gentianaväxter. Inga underarter finns listade i Catalogue of Life.